# Les Mystères de Pascal
Les Mystères de Pascal est une exposition sur Blaise Pascal qui se déroule du 15 juin au 15 octobre 2023 au musée d'Art Roger-Quilliot à Clermont-Ferrand. L'exposition aborde les différents aspects de l'œuvre et de la vie de Blaise Pascal, à la fois mathématicien, physicien, géomètre, ingénieur, inventeur, philosophe et théologien.

## Organisation de l'exposition
Cette exposition a été réalisée à l'occasion des célébrations autour des 400 ans de la naissance de Blaise Pascal à Clermont. Il s'agit d'un projet conjoint entre les musées de la ville — musée d'Art Roger-Quilliot, museum d'histoire naturelle Henri-Lecoq —, la bibliothèque du Patrimoine de Clermont Auvergne Métropole, le Centre international Blaise Pascal, l'université Clermont Auvergne et la ville de Clermont-Ferrand. Elle  réunit les œuvres du musée d'art, les machines à calculer du muséum, et la collection pascalienne de la bibliothèque du Patrimoine.

## Pièces de l'exposition
L'exposition occupe deux espaces du musée d'art Roger-Quilliot, la chapelle et la salle d'exposition temporaire. Elle est répartie en 8 sections, complétées par un espace de médiation. 

Plan des différentes sections de l'exposition Les Mystères de Pascal au musée d'art Roger-Quilliot à Clermont-Ferrand

## Galerie des sections de l'exposition

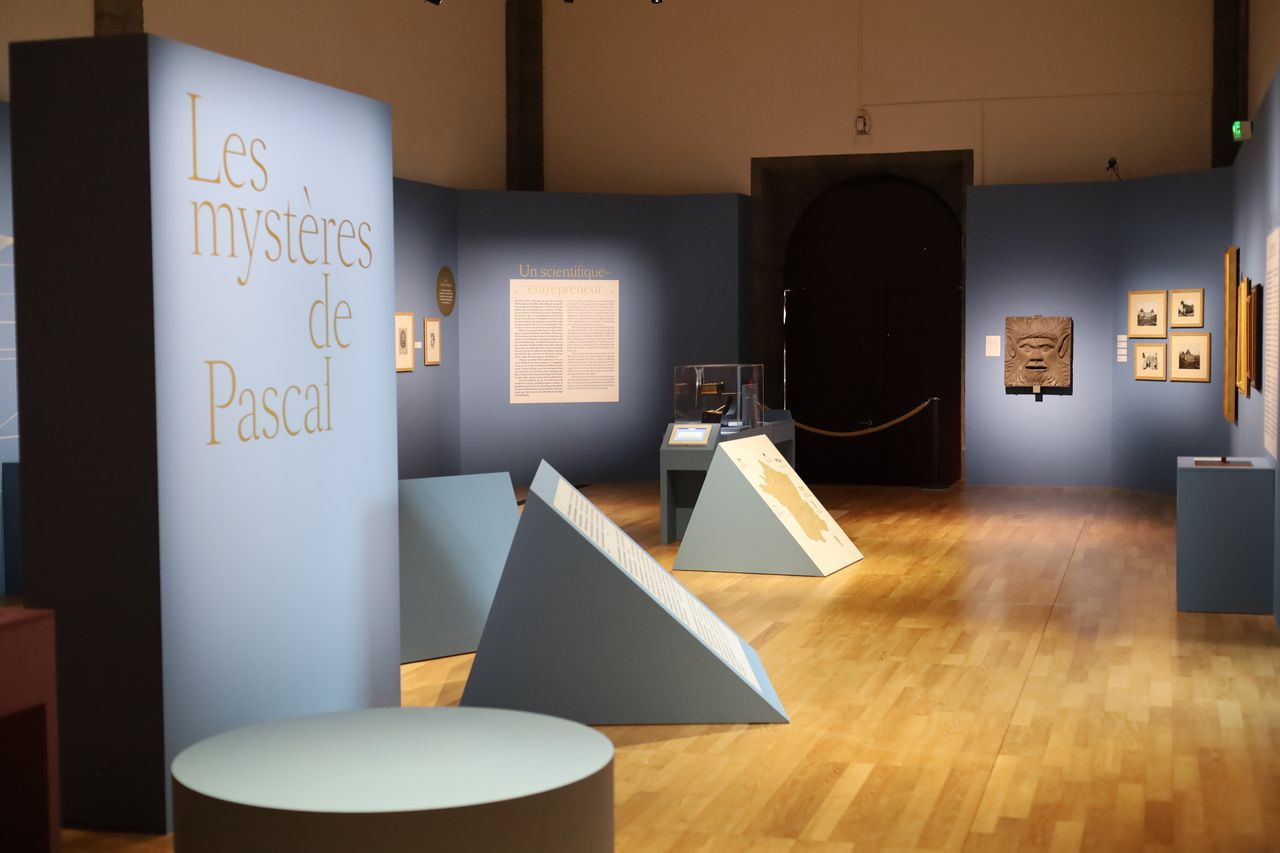
L'entrée de l'exposition
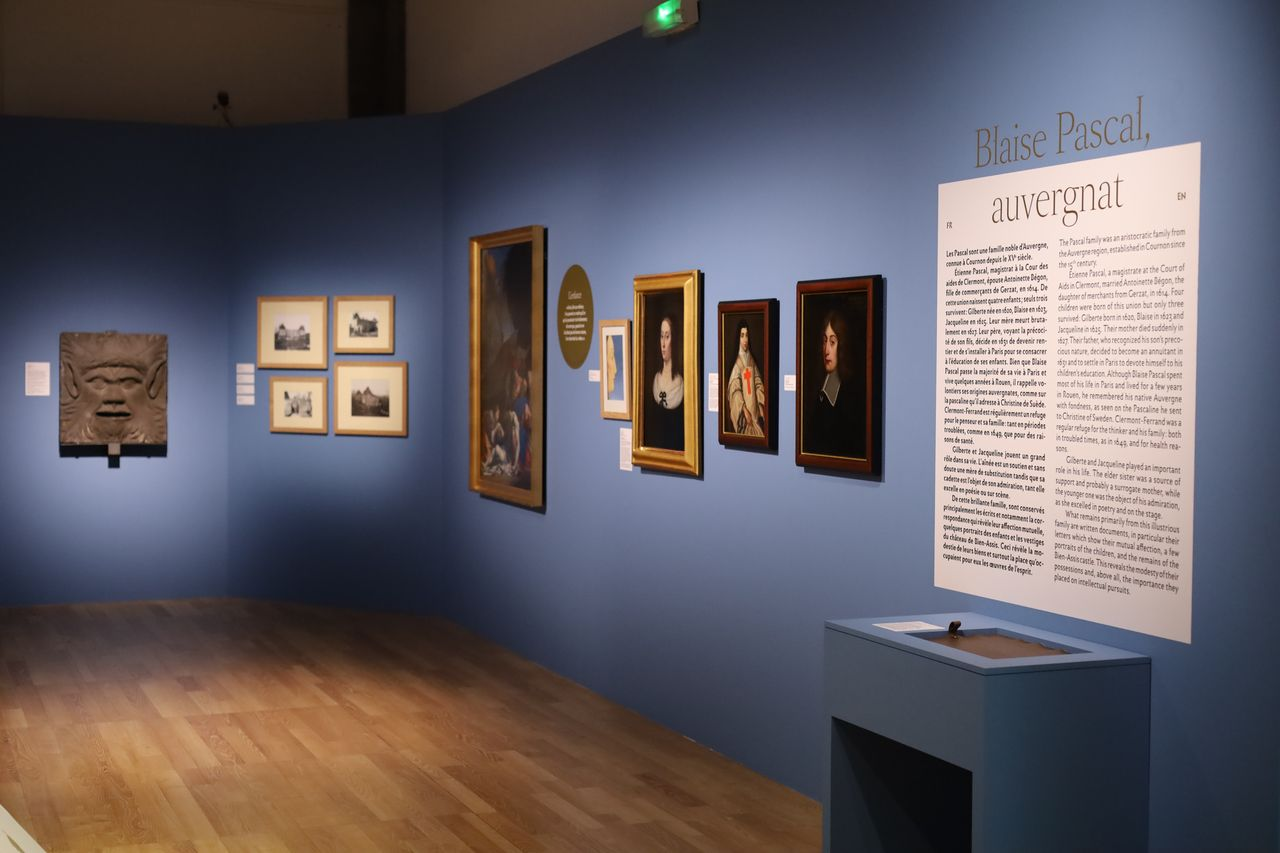
Blaise Pascal auvergnat
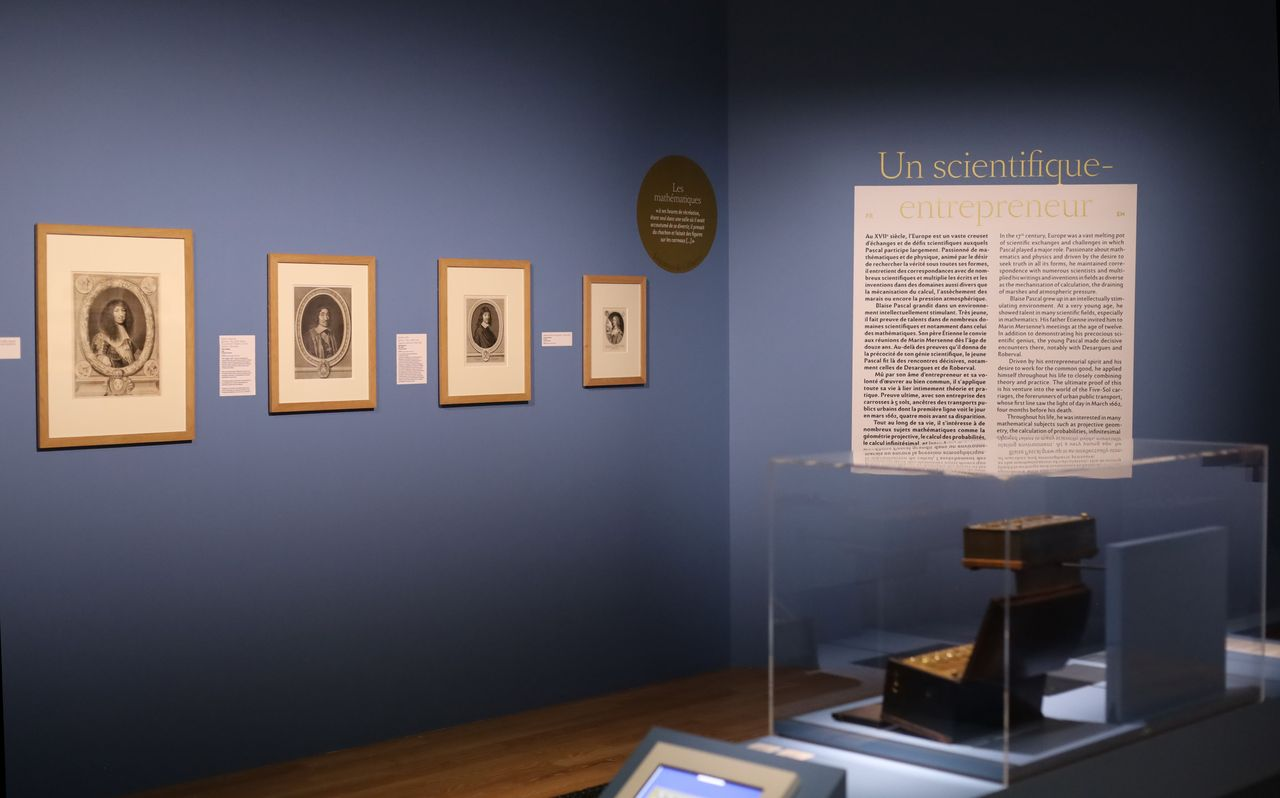
Un scientifique entrepreneur
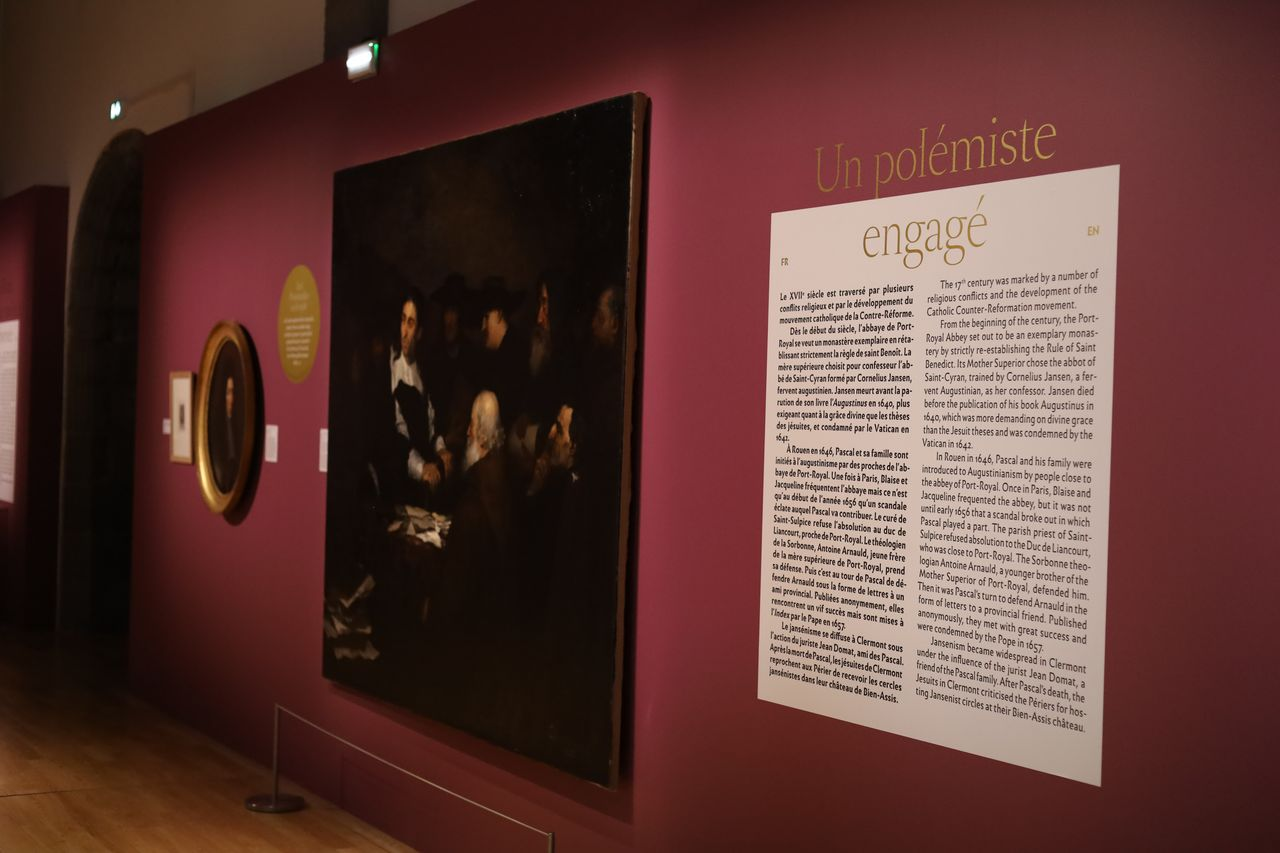
Un polémiste engagé
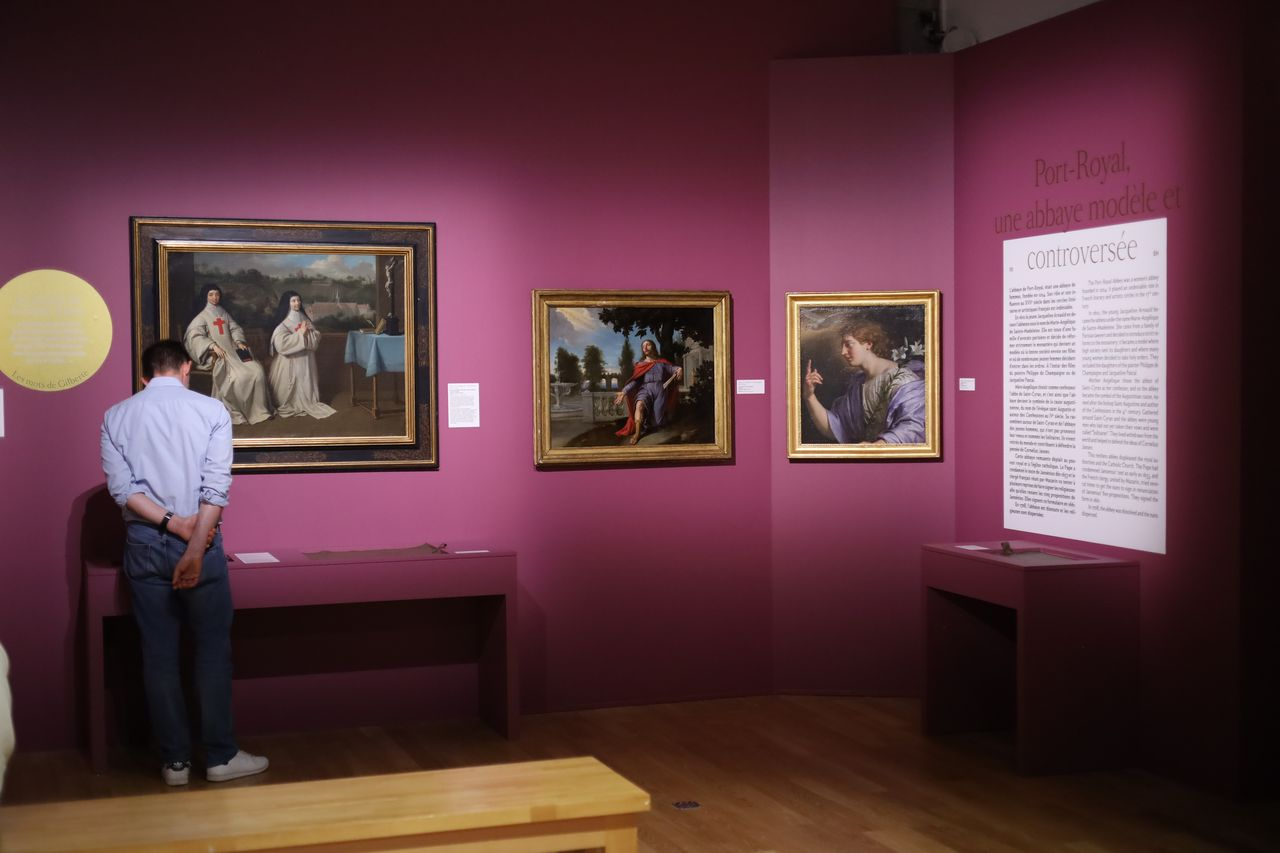
Port-Royal, une abbaye modèle et controversée
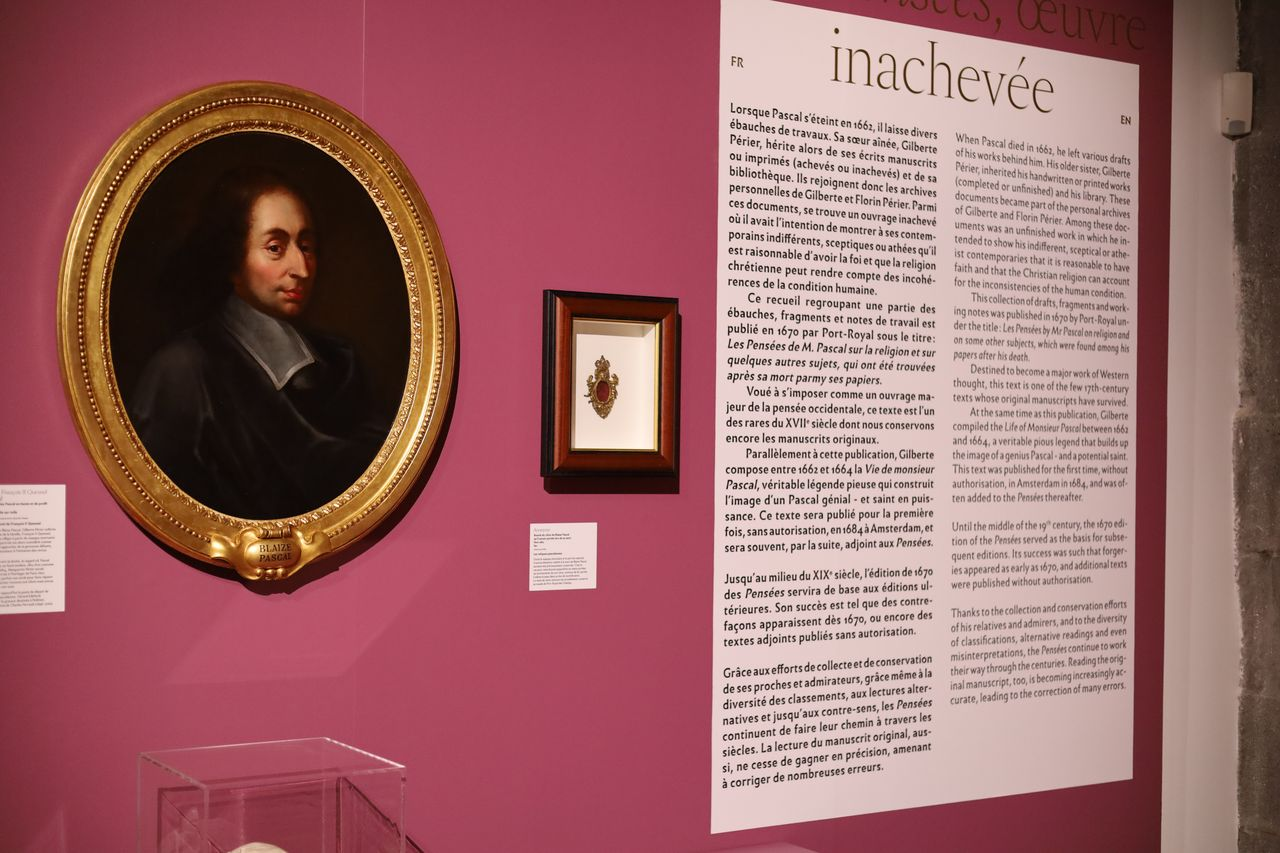
Les Pensées, œuvre inachevée
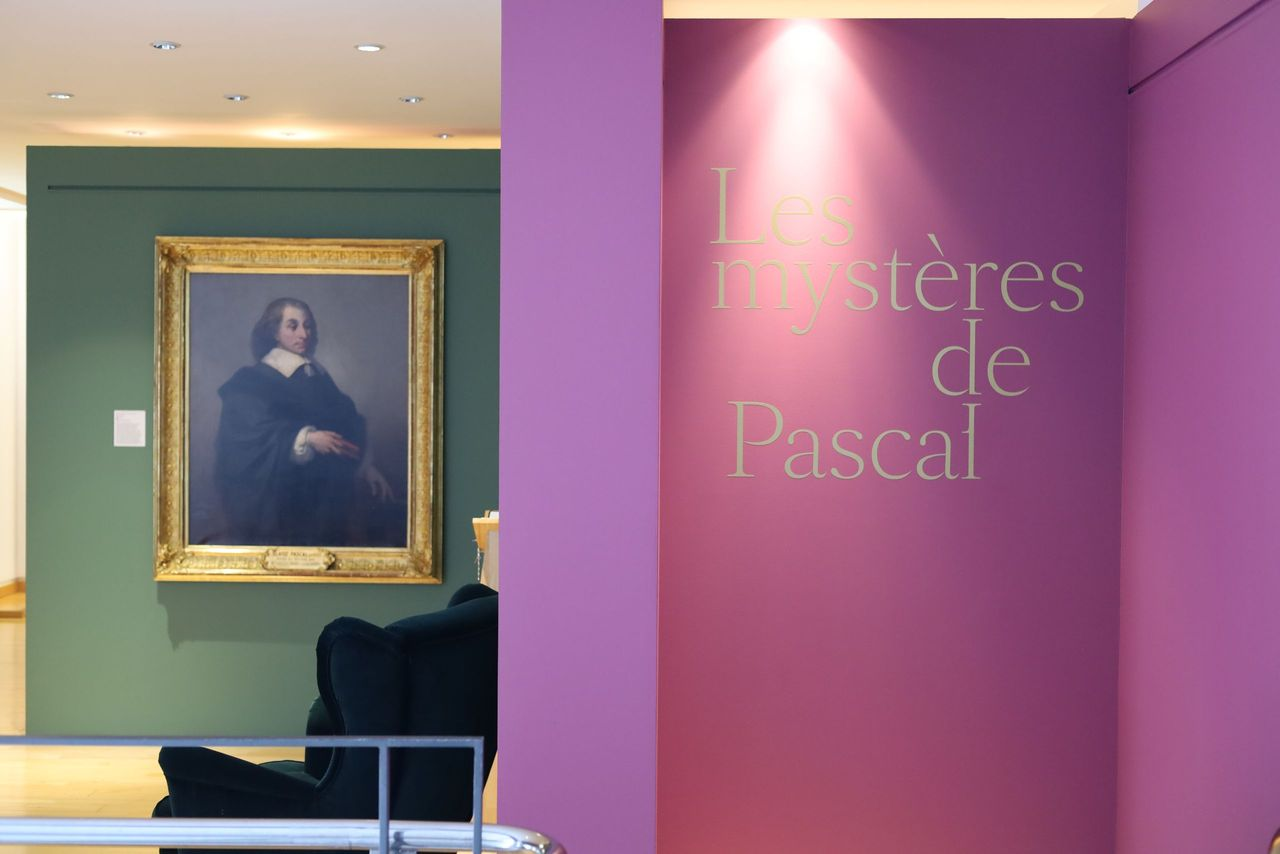
L'entrée de la deuxième salle
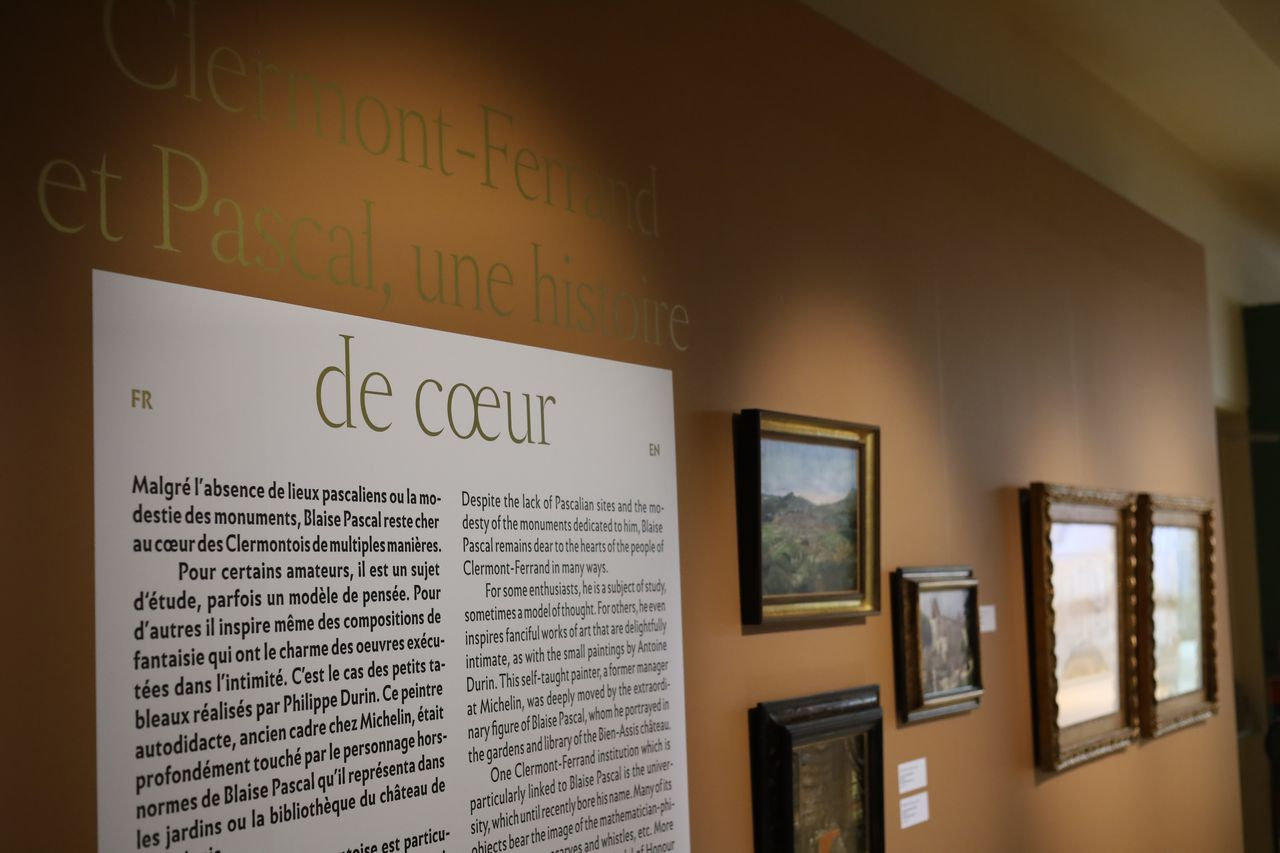
Clermont-Ferrand et Pascal, une histoire de cœur
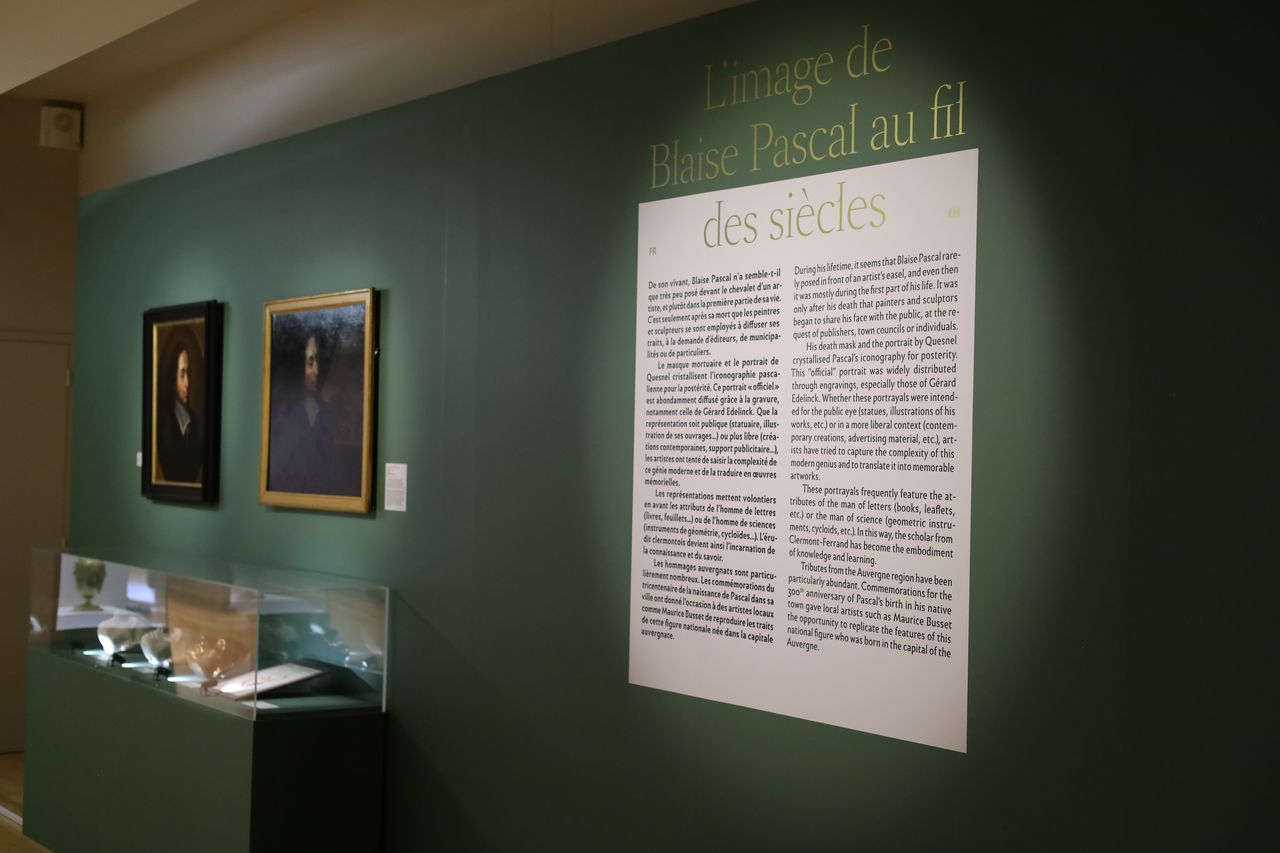
L'image de Pascal au fil des siècles

### Section 1: Blaise Pascal, auvergnat
L'exposition s'ouvre sur une évocation de sa famille, présente en Auvergne depuis plusieurs siècles. Dès 1631 Étienne Pascal, devenu veuf, quitte sa maison de Clermont et part à Paris avec Blaise âgé de 8 ans, Gilberte de 11 ans et Jacqueline de 6 ans. Mais ils reviendront à Clermont à plusieurs reprises, notamment au château de Bien-Assis, propriété de Florin Périer, époux de Gilberte.

### Section 2: Un scientifique entrepreneur
La machine à calculer qu'il commence à développer à l'âge de 18 ans et qu'il améliorera pendant plus de dix ans illustre le lien fort entre théorie et pratique, même si la Pascaline est un échec commercial. S'il aime les défis théoriques, comme celui qu'il lance et dont il donne la solution dans son Traité de la roulette, s'il est connu pour l'expérience du puy de Dôme qui précise le concept de pression atmosphérique, Blaise Pascal est aussi quelqu'un qui possède jusqu'à la fin de sa vie un esprit entrepreneurial comme en témoigne la mise en place de lignes de transports en commun à Paris, les carrosses à cinq sols.

### Section 3: Un polémiste engagé
Balise Pascal n'est pas qu'un grand scientifique, c'est aussi un grand écrivain, savant dans l'art de la polémique et de la raillerie, comme le montrent Les Provinciales, dont le succès est immédiat.

### Section 4: Port-Royal, une abbaye modèle et controversée
En 1646, deux médecins jansénistes rendent visite à Étienne Pascal et présentent à la famille des ouvrages phares du mouvement. Cette année marque la première conversion de Blaise Pascal, la deuxième correspondant à la « nuit de feu » du 23 au 24 novembre 1654. Pour Jacqueline Pascal en revanche, cette rencontre marque le début d'un attachement à la philosophie janséniste ; elle effectue le sacrement de la confirmation plus tard dans l'année et prend la décision ferme de "renoncer au monde". Par leur attachement à Port-Royal, les membres de la famille Pascal se retrouvent au cœur du conflit entre jésuites et jansénistes.

### Section 5: Les Pensées, œuvre inachevée
En 1670, soit 8 ans après la mort de Blaise Pascal, Port-Royal publie un recueil d'une partie des ébauches et fragments d'une œuvre inachevée, Les Pensées de Pascal. Durant près de 350 ans, chaque éditeur déroule sa propre logique et offre un nouveau texte, s'affranchissant de l'édition de Port-Royal qui n'inclut pas tous les papiers personnels de Pascal. Les documents exposés ont vocation à illustrer l'histoire éditoriale complexe de cette œuvre et les liens de Pascal avec Port-Royal.

### Salon
Si les Lumières, et en particulier Voltaire, séparent volontiers le Pascal savant et le Pascal religieux, ce n'est plus le cas des Romantiques, comme en témoignent le portrait que Chateaubriand peint de Pascal dans son Génie du christianisme (1802) et l'œuvre d'Auguste-Barthélémy Glaize.

### Section 6: L'image de Blaise Pascal au fil des siècles
De la statue d'Augustin Pajou à aujourd'hui, en passant par le célèbre billet de 500 francs Pascal imprimé de 1968 à 1974, Blaise Pascal continue d'inspirer les artistes, qu'ils soient auvergnats (François Angeli, Maurice Busset, Louis Devedeux, Victor Fonfreide...) ou pas (Raoul Dufy, Albert Gleizes, Odilon Redon...).

### Section 7: Clermont et Pascal, une histoire de cœur
Si Blaise Pascal ancre ses travaux majeurs à Paris et Rouen, il reste attaché à Clermont, sa ville natale : le savant qui se revendique « inventeur auvergnat » sur le certificat d'authenticité des pascalines demande à son beau-frère Florin Périer d'effectuer les expériences sur le vide « en une des plus hautes montagnes d'Auvergne », le puy de Dôme. Au fil des célébrations, la ville continue de lui rendre hommage.

### Parcours permanent

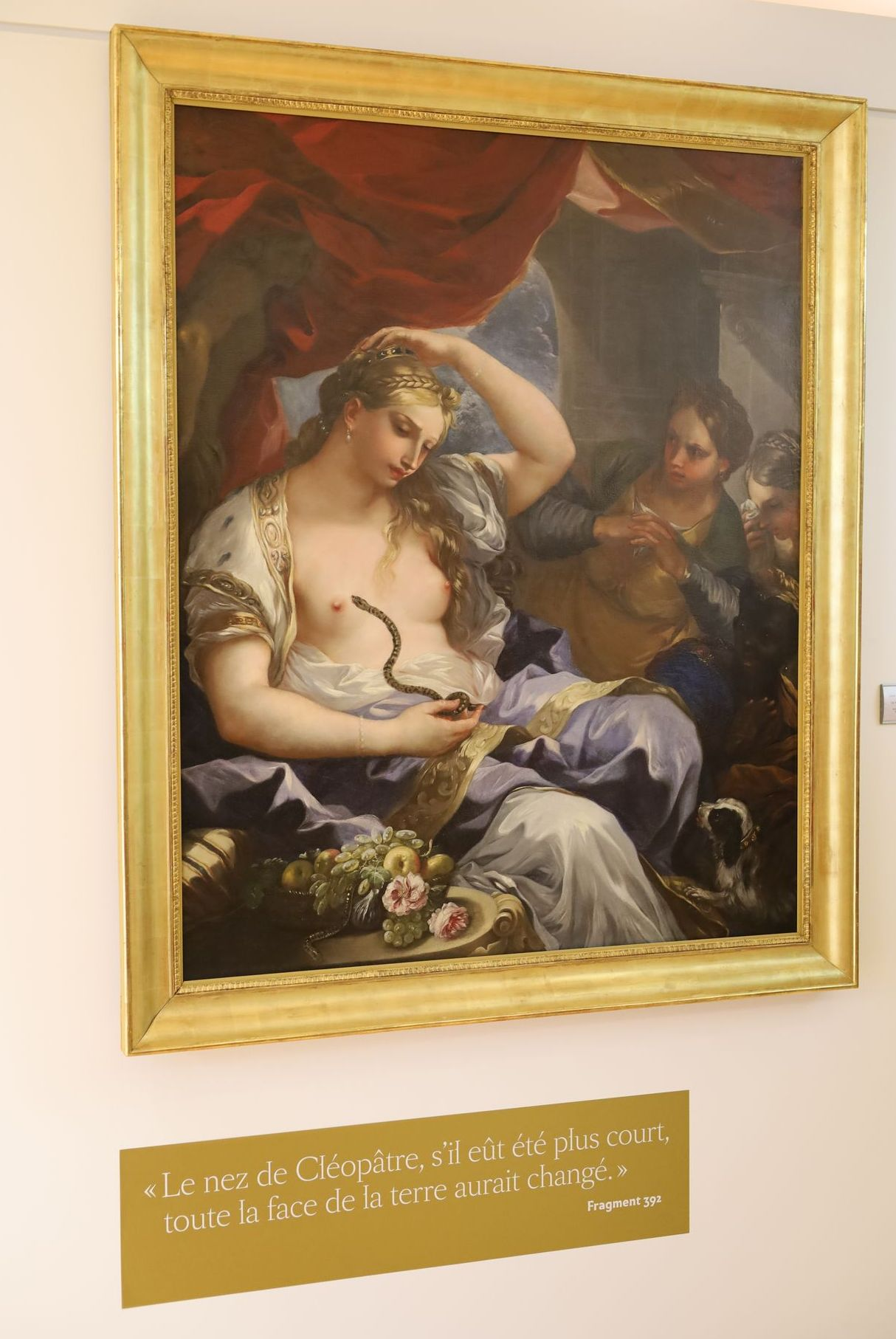

Des citations de Blaise Pascal ont été intégrées dans les autres salles du musée, et certaines œuvres qui font partie du parcours permanent y étaient visibles.